# Murias de Rechivaldo
Murias de Rechivaldo est une localité du municipio (municipalité ou canton) d'Astorga, dans la comarque de La Maragatería,
province de León, communauté autonome de Castille-et-León, au nord-ouest de l'Espagne.
Cette localité est une halte sur le Camino francés du Pèlerinage de Saint-Jacques-de-Compostelle.

## Géographie

### Localités voisines
| Nord-ouest Brazuelo (chef-lieu)                                                                                                | Nord Pradorrey et Bonillos (municipio de Brazuelo)                                         | Nord-est Astorga (polygone industriel)           |
| Ouest Castrillo de los Polvazares et Santa Catalina de Somoza (municipio d'Astorga)                                            |                                                                                            | Est Valdeviejas (municipio d'Astorga)            |
| Sud-ouest San Martín del Agostedo (municipio de Santa Colomba de Somoza) et Val de San Román (municipio de Val de San Lorenzo) | Sud Val de San Lorenzo (chef-lieu) et Morales del Arcediano (municipio de Santiago Millas) | Sud-est Piedralba (municipio de Santiago Millas) |

## Démographie
La population de cette localité est stable, autour d'une centaine d'habitants, depuis 2000.
| 2000 | 2001 | 2002 | 2003 | 2004 | 2005 | 2006 |
| ---- | ---- | ---- | ---- | ---- | ---- | ---- |
| 108  | 109  | 104  | 103  | 103  | 110  | 109  |

| 2007 | 2008 | 2009 | 2010 | 2011 | 2012 | - |
| ---- | ---- | ---- | ---- | ---- | ---- | - |
| 112  | 113  | 109  | 105  | 108  | 113  | - |

## Culture et patrimoine

### Pèlerinage de Compostelle
Par le Camino francés du Pèlerinage de Saint-Jacques-de-Compostelle, le chemin vient de la localité de Valdeviejas dans le même municipio d'Astorga.
La prochaine halte est la localité de Santa Catalina de Somoza, dans le même municipio d'Astorga, vers l'ouest.

### Monuments religieux
Église paroissiale (parroquial) de San Esteban
Édifice du XVIIIe siècle.

### Fêtes locales
La plupart des fêtes locales de Murias ont une origine religieuse :
- « fête du sacrement » (Fiesta Sacramental), quinze jours après la Fête-Dieu (domingo del Corpus) ; elle se déroule le 16 juin en 2013.
- « fête patronale de Notre-Dame et de saint Roch » (Fiesta Patronal de Nuestra Señora y de San Roque), les 15, 16, 17 et 18 août.
- « fête de saint Etienne, saint patron de Murias », (día del Patrón de Murias, San Esteban), le 26 décembre.
- « fête de la confrérie de sainte Agathe » (Fiesta de la Cofradía de Santa Águeda), autour du 5 février (les 9 et 10 février en 2013).
- « fête de l'association des amis de la bannière » (Fiesta de la Asociación de amigos del pendón), autour du 4 août.

## Sources et références
- (es) Cet article est partiellement ou en totalité issu de l’article de Wikipédia en espagnol intitulé « Murias de Rechivaldo » (voir la liste des auteurs).
- (fr) Grégoire, J.-Y. & Laborde-Balen, L. , « Le Chemin de Saint-Jacques en Espagne - De Saint-Jean-Pied-de-Port à Compostelle - Guide pratique du pèlerin », Rando Éditions, mars 2006,  (ISBN 2-84182-224-9)
- (fr)« Camino de Santiago St-Jean-Pied-de-Port - Santiago de Compostela », Michelin et Cie, Manufacture Française des Pneumatiques Michelin, Paris, 2009,  (ISBN 978-2-06-714805-5)
- (fr)« Le Chemin de Saint-Jacques Carte Routière », Junta de Castilla y León, Editorial

1. ↑  (es) www.muriasderechivaldo.com Programa de Fiestas 2013.